# Amblymelanoplia spinipes
Amblymelanoplia spinipes är en skalbaggsart som beskrevs av Fabricius 1781. Amblymelanoplia spinipes ingår i släktet Amblymelanoplia och familjen Melolonthidae. Inga underarter finns listade i Catalogue of Life.